# Kaygue
 (janvier 2018).
Si vous disposez d'ouvrages ou d'articles de référence ou si vous connaissez des sites web de qualité traitant du thème abordé ici, merci de compléter l'article en donnant les références utiles à sa vérifiabilité et en les liant à la section « Notes et références ».
Kaygue est un village de la région de l'Extrême Nord Cameroun, département du Mayo-Danay et arrondissement de Gobo. Ce village est limité au nord par le village Gobo, à l’Est par Ouro Bouna, au Sud par Dom et à L’Ouest par Domaido.

## Démographie
En 1967 le village comptait 273 habitants, principalement des Moussey.

Lors du recensement de 2005, Kaygue comptait 1 647 habitants dont 800 hommes (49 %) et 847 femmes (51 %). La population de Kaygue représente 3,10  % de la population de la commune de Gobo.